# 杭州哲信
杭州哲信，全稱杭州哲信信息技术有限公司是一家總部位於浙江省杭州市西湖区西溪银泰商业中心的電子遊戲開發商和發行商，主要開發手機行動端的悠閒遊戲。

## 歷史
2010年畢業於浙江工業大學的王健，和父親共同建立杭州哲信。公司位於浙江大学国家大学科技园，作為初創企業獲得科技園各方面政策的扶持，創業團隊來自浙江工业大学、浙江大学、浙江传媒学院等杭州高校。2013年杭州哲信開發了第一款手機遊戲《諸神Q傳》，研發費用200萬人民幣，同年杭州哲信獲得「杭州市高新技术企业」称号。《諸神Q傳》也成為其主要產品，2015年初王健接收當地媒體訪問，表示《諸神Q傳》每月帶來的收入在200萬人民幣左右，勉強維持公司營運。杭州哲信同時也擔任遊戲發行和營運商，主要發行动作类、益智类、消除类等行動端悠閒遊戲。
2014-2015年間，杭州哲信進行了四次對外融資，公司估值從2014年10月時1.45億人民幣，到2015年12月浙江金科收購時大幅上漲到估值26.1億人民幣。公司營業收入也大幅升高，在2013年全年營收77萬人民幣，虧損42萬，到2015年1-11月營收有2.5億人民幣，盈利3000萬。2016年6月，杭州哲信正式被浙江金科全面收購，杭州哲信創始人王健等三人進入浙江金科董事會，浙江金科改名「金科娛樂」，王健任金科娛樂的總經理。收購時雙方簽下業績承諾書，杭州哲信對2016-2018年的業績作承諾，這三年杭州哲信也完成了承諾，2018年給母公司金科娛樂帶來的營收達到3.36億人民幣。自2016年，杭州哲信開始推出中國大陸動畫改編遊戲，如《刺猬小子之天生我刺》和《昆塔：盒子總動員》等。
2018年中国大陆收緊游戏版号發放，加上母公司金科娛樂完成對斯洛文尼亞遊戲開發商Outfit7的收購，公司改名「金科文化」並將資源轉移Outfit7旗下的「會說話的湯姆貓家族」品牌。2019年杭州哲信業務收入嚴重下滑，遊戲發行業務收縮，2019年杭州哲信造成3億人民幣虧損。
2020年，杭州哲信主要負責「會說話的湯姆貓家族」衍生品在中國大陸發行和營運，如《汤姆猫总动员》、《汤姆猫荒野派对》、《汤姆猫泡泡团》、《安吉拉爱换装》等。